# Kerwin Vargas
Kerwin Vargas (Bogotá, 2002. január 2. –) kolumbiai labdarúgó, az amerikai Charlotte csatára.

## Pályafutása
Vargas a kolumbiai Bogotá városában született. Az ifjúsági pályafutását a portugáliai Academia Europea csapatában kezdte, majd a Feirense akadémiájánál folytatta.
2021-ben mutatkozott be a Feirense másodosztályban szereplő felnőtt keretében. 2022. május 2-án hároméves szerződést kötött az észak-amerikai első osztályban érdekelt Charlotte együttesével. Először a 2022. május 22-ei, Vancouver Whitecaps ellen 2–1-re megnyert mérkőzés 65. percében, Kamil Jóźwiak cseréjeként lépett pályára. Első gólját 2023. március 19-én, az Orlando City ellen idegenben 2–1-es győzelemmel zárult találkozón szerezte meg.

## Statisztikák
2023. június 25. szerint
| Klub      | Szezon   | Osztály  | Bajnokság | Bajnokság | Kupa  | Kupa | Nemzetközi | Nemzetközi | Összesen | Összesen |
| Klub      | Szezon   | Osztály  | Meccs     | Gól       | Meccs | Gól  | Meccs      | Gól        | Meccs    | Gól      |
| --------- | -------- | -------- | --------- | --------- | ----- | ---- | ---------- | ---------- | -------- | -------- |
| Charlotte | 2022     | MLS      | 13        | 0         | 1     | 0    | —          | —          | 14       | 0        |
| Charlotte | 2023     | MLS      | 18        | 2         | 1     | 0    | —          | —          | 19       | 2        |
| Összesen  | Összesen | Összesen | 31        | 2         | 2     | 0    | 0          | 0          | 33       | 2        |